# Relations entre le Brésil et le Liban
Les relations entre le Brésil et le Liban sont les relations extérieures entre la république fédérative du Brésil et la république libanaise.

## Histoire
Les relations diplomatiques entre le Brésil et le Liban ont été établies en 1945.